# Дришт
Дришт (Drishti), історично відоме також як Дривастум (лат. Drivastum) або Дривасто (італ. Drivasto) — село в Албанії, за 6 км від Мосту Месі (алб. Ura e Mesit), колишнє єпископство та латинський титулярний престол із давньою та помітною середньовічною історією. Розташоване в колишньому муніципалітеті Постріба в повіті Шкодер. Під час реформи місцевого самоврядування 2015 року місто стало частиною муніципалітету Шкодер. Залишки середньовічного замку Дришт 13-го століття містяться на вершині пагорба на висоті 300 метрів над рівнем моря. На руїнах самого замку стоять залишки 11 будинків, а під руїнами замку та над сучасним селом Дришт виявлено інші археологічні залишки пізньоримського та середньовічного Дривастуму.

## Назва
Назву поселення в Римські часи писали латиною як Drivastu. Албанська Drisht походить від Drívastum через албанські фонетичні зміни , однак зазначають, що схема наголосу в словах Drísht < Drívastum припускає адріатичне «іллірійське» посередництво.

## Історія
Відомо, що поселення Дривастум (лат. Drivastum) існувало ще до Х століття нашої ери. Єпархія Дривастум стала суфраганною діоцезією архієпархії Антіварі в 1089 році після того, як її передали з архієпархії Рагузи.
У 1081—1116 роках Дривастум належав південно-слов'янська середньовічній державі Дукля. 1183 року Дривастум і його околиці завоював сербський жупан Стефан Неманя.
У 1241 році місто розграбували монголи на чолі з Субедеєм, під час його повернення додому на схід через Зету. Вчені вважають, що Дриваст був захоплений Балшичами близько весни 1362 року. Відомо, що до 1363 року вони вже володіли Дривастом і сусіднім Скутарі.
У 1393 році Джурадж II Балшич, заради свого звільнення з османського полону визнав над собою сюзеренітет Османської імперії і передав османам міста Дривастум, Светі-Срдж і Скутарі. Однак незабаром Джурадж скасував свою васальну залежність від Османської імперії та за допомогою венеційців відвоював міста, які він здав османам лише кілька місяців тому. 1395 року, усвідомлюючи, що він не зможе самостійно опиратись нападу Османської імперії, він передав ці міста, включно з Дривастом, Венеційській республіці в обмін на сплату 1000 дукатів на рік.
У 1399 році жителі Дривасто (нова італійська назва міста) і Скутарі здійняли повстання проти Венеції, обурені високими податками, які вони платили. Повстання тривало три роки, поки венеційським військам не вдалося взяти ситуацію під контроль. Проте території навколо Дривасту та Скутарі більше не визнавали венеційську владу.
Розгніваний політикою Венеції щодо його колишніх земель та її політикою торговельної монополії, яка спричинила економічну стагнацію в його портах, Джурадж II послав війська на свої колишні землі, включаючи Дриваст, порушивши мирний договір з Венецією. Дії Джураджа призвели до того, що Венеція повірила, що він відіграв важливу роль у початку повстання. Вчені не впевнені, чи справедливе це звинувачення. Турки також вирішили відправити набіги на ці непокірні землі.
У 1423 році Джурадж Бранкович завоював Дриваст і приєднав його до Сербської деспотії. 1429 року Стефан Балшич "Марамонте", за підтримки османів, Гойчина Црноєвича та Тануша Дукаджіна, пограбував регіон навколо Скутарі та Ульциня та напав на Дриваст, але не зміг його захопити
У серпні 1442 року Венеція відібрала Дриваст у сербського деспота Джураджа Бранковича. Корінні жителі Дривасту вороже ставилися до албанців і сербів, тому визнали венеційський сюзеренітет лише за умови, що Венеція не найматиме албанських проноєрів і поверне місту землы, які сербський деспот подарував сербам.
У 1447 році Скандербег вимагав від венеційців передати йому контроль над Дривастом разом із землями, які раніше належали Леке Закарії. Однак венеційці відмовилися прийняти його вимоги, і Скандербег почав війну проти Венеції.
У березні 1451 року Лека Дукаджині та Божидар Душмані планували напасти на контрольований Венецією Дриваст. Їхню змову було розкрито, і Божидар був змушений вирушити у вигнання.
У вересні 1478 року, під час Першої османсько-венеційської війни (1463-1479) Дриваст був захоплений османами і відтоді перебував в складі Османської імперії.

## Церковна історія
Єпископство було засновано близько 400 року нашої ери як суфраган єпископа-митрополита Доклеї, столиці пізньоримської провінції ВерхняДалмація.
Дривастум став суфраганом архієпархії Антіварі в 1089 році після того, як його було передано з архієпархії Рагузи. Міщани Дривасту вбили одного зі своїх єпископів у XIII столітті.
Єпископи-суфрагани Дривасто
(усі римського обряду; неповні, оскільки перші століття недоступні)
- Доменіко (? — смерть 1322)
- Микола, Орден августинців (OESA) (1323.02.28 — 1324.12.17), пізніше єпископ Аргосу (1324.12.17 — ?)
- Бернардо (1351.12.26 — ?)
- Джованні Андреа (1359—1373.05.18), пізніше архієпископ-митрополит Барський (Чорногорія) (1373.05.18 — 1382)
- Бернардо (1373—1374.04.29), пізніше єпископ Которський (Чорногорія) (1374.04.29 — ?)
- Атанасіо (1374.04.29 — ?)
- Нікола Базі, Брати Менші (OFM) (1391.02.15 — 1394.02.16), пізніше єпископ Каорле (1394.02.16 — ?)
- Андреа де Монтанеа, OFM (1398.08.16 — ?)
- Бартоломео Пуонбіол (1400? — 1404 повалений)
- Франческо да Скутарі, OFM (1405.12.01 — 1424.05.24), пізніше єпископ Ульциня (1424.05.24 — ?)
- Нікола Валлібасса (1424.05.24 — 1425 р. не володіє), раніше єпископ Ульциня (1414.03.14 — 1424.05.24)
- Діонігі да Книн, Домініканський орден (OP) (1425.11.29 — 1428.10.11 скинутий)
- Мікеле Паолі (1428.10.11 — смерть 1445?), раніше єпископ Балесіо (1424.09.01 — 1428.10.11)
- Паоло Дюссо (1445.12.22 — 1455), раніше єпископ Швакії (1440.11.16 — 1445.12.22)
- Терслав (? — смерть 1489)
- Франческо де Еклезія (1489.12.02 — ?)
- Бенедетто Корніс, норбертинці (O. Praem.) (1512.10.29 — ?)
- Франческо де Мора, OFM (1518.11.10 — смерть 1520)
- Джованні де Заґі, бенедиктинський орден (OSB) (1520.01.13 — смерть 1520?)
- Гонсало де Убеда, Мерседаріанці (О. де М.) (1521.02.06 — смерть 1525?)
- Обраний єпископ Педро Фернандес де Хаен, OP (1525.03.20 — ?), єпископ -помічник Хаен (Іспанія) (1525.03.20 — ?)
- Франческо де Соліс (? — смерть 1540?)[13]
- Альфонсо де Санабрія (1541.05.04 — ?)
- Героламо Лучіч, OFM (1636.03.03 — смерть 1648.01.02)

Резиденційний престол був ліквідований у 1650 році, його територію об'єднали з єпархією Шкодри (в Албанії).

### Титулярний див
У 1933 році єпархія була номінально відновлена як латинський титулярний єпископат Дривастума (Drivasto італійською мовою Курії).
Він мав таких посадовців відповідного єпископського (найнижчого) рангу за винятком двох архієпископських (проміжних):
- Чіпріано Кассіні (趙信義), єзуїти (SJ) (1936.12.23 — 1946.04.11)
- Деніел Лістон, Батьки Святого Духа (CSSp.) (1947.03.13 — 1949.12.19)
- Жуан Флоріано Левенау, Брати Менші (OFM) (1950.09.08 — 1979.06.04)
- Рафаель Барраса Санчес (1979.10.26 — 1981.10.19)
- Титулярний архієпископ Траян Крісан (1981.12.07 — 1990.11.06)
- Бруно Бертанья (1990.12.15 — 2007.02.15) (пізніше архієпископ)
- Титулярний архієпископ Бруно Бертанья (2007.02.15 — 2013.10.31)
- Пол Тай (2015.12.19 — . . .), ад'юнкт-секретаря Папської ради з питань культури, член Комітету з питань медіа Ватикану

## Сучасний Дришт
Населення сучасного Дришта переважно мусульманське та албаномовне. До Дришта можна дістатися на позашляховику або пішки.